# Pseudiphra albofasciata
Pseudiphra albofasciata är en skalbaggsart som beskrevs av Hayashi 1977. Pseudiphra albofasciata ingår i släktet Pseudiphra och familjen långhorningar. Inga underarter finns listade i Catalogue of Life.